# Pierre Levegh
Pierre Eugène Alfred Bouillin (París, Francia, 22 de diciembre de 1905-Le Mans, Francia, 11 de junio de 1955) fue un piloto de automovilismo francés. Tomó su nombre de carreras, Pierre Levegh, en memoria de su tío, un piloto pionero que murió en 1904. Levegh es mayormente recordado por la tragedia en la que él murió junto con 83 espectadores durante el grave accidente conocido como el Desastre de Le Mans en 1955.
Levegh fue también jugador de tenis y de hockey sobre hielo de categoría mundial. En automovilismo compitió en la Fórmula 1 para el equipo Talbot-Lago en 1950 y 1951, largó en seis carreras, se retiró en tres y no marcó ningún punto.
En Le Mans corrió para Talbot en cuatro carreras, terminando cuarto en 1951. En 1952, conduciendo en solitario, su auto sufrió un fallo de motor en la última hora de la carrera con una ventaja de cuatro vueltas. Este fallo fue causado probablemente por un cambio de marcha perdido debido a la fatiga del conductor. En 1953 llegó en octavo lugar. En 1954 se vio involucrado en un accidente en la séptima hora de la carrera. En 1955 fue tentado para alejarse de Talbot y se unió al estadounidense John Fitch a bordo de un Mercedes Benz 300 SLR. En la tercera hora de carrera, mientras conducía en la recta principal, se le atraviesa el Austin-Healey de Lance Macklin que se vio obligado a realizar un movimiento evasivo después de que Mike Hawthorn se sumergiera repentinamente en los boxes. Después de golpear un banco de tierra y topar por detrás a Macklin, el coche voló por los aires, desintegrándose y dispersando sus piezas de aleación de magnesio sobre la multitud. Levegh perdió la vida cuando fue expulsado del coche y su cráneo impactó contra el pavimento. Las piezas del coche que salieron volando y un incendio provocado por el magnesio, mataron a 83 espectadores, mientras que más de 100 resultaron heridos. La carrera continuó con el fin de evitar que los espectadores colapsaran las salidas, lo cual hubiera bloqueado todas las carreteras de acceso y por ende, a las ambulancias.
Aunque Levegh no pudo salvarse a sí mismo, logró salvar la vida del cinco veces campeón de Fórmula 1 Juan Manuel Fangio que venía detrás de él. Fangio siempre sostuvo que una mano a modo de señal de Levegh, un momento antes de que golpeara el coche de Macklin, fue la advertencia deliberada que le había salvado la vida.
Mientras que Mercedes se retiró de la carrera como un signo de respeto a las víctimas (y más tarde de las carreras de automovilismo en general por los próximos 30 años), Mike Hawthorn e Ivor Bueb continuaron en su Jaguar para finalmente ganar la carrera. El accidente fue un importante contribuyente a cambiar las actitudes acerca de la aceptación del peligro en las carreras de automovilismo y a un aumento en el deseo de hacer estos eventos más seguros para los espectadores y pilotos por igual. Fitch se convirtió en un defensor de la seguridad y comenzó la investigación de seguridad para automóviles, algunos de los cuales han llegado al automovilismo profesional.
Levegh está enterrado en el Cementerio del Père-Lachaise en París.

## Resultados

### Fórmula 1
(Clave) (negrita indica pole position) (cursiva indica vuelta rápida)
| Año  | Escudería     | 1   | 2       | 3     | 4   | 5     | 6       | 7       | 8   | Pos. | Puntos |
| ---- | ------------- | --- | ------- | ----- | --- | ----- | ------- | ------- | --- | ---- | ------ |
| 1950 | Pierre Levegh | GBR | MON DNP | 500   | SUI | BEL 7 | FRA Ret | ITA Ret |     | NC   | 0      |
| 1951 | Pierre Levegh | SUI | 500     | BEL 8 | FRA | GBR   | GER 9   | ITA Ret | ESP | NC   | 0      |